# Denso
DENSO Corporation (株式会社 デンソー?, Kabushiki-gaisha Densō; TSE: 6902) è un produttore internazionale di sistemi integrati e componenti automobilistici, con sede a Kariya, nella prefettura di Aichi, in Giappone.
L'azienda fa parte del Gruppo Toyota, i suoi principali azionisti sono Toyota (24,77%) e Toyota Industries (8,72%).
Denso è nota per aver creato il codice QR, un tipo evoluto di codice a barre.

## Storia
Denso è stata fondata il 16 dicembre 1949 con il nome di Nippondenso Co. Ltd. (日本電装株式会社?, Nippon Denso Kabushiki-Gaisha)).
Nel 1994 Denso ha creato il codice QR, un tipo di codice a barre bidimensionale. Il codice fu sviluppato allo scopo di tracciare i componenti di automobili nelle fabbriche, ed è stato in seguito utilizzato in applicazioni per i cellulari e il web mobile.
Il 31 marzo 2005 Denso Corporation era composta di 190 filiali, di cui 64 in Giappone, 33 nelle Americhe, 35 in Europa e 43 in Asia e Oceania, con un totale di 168.493 dipendenti.
Nel 2006 l'azienda ha avuto un fatturato complessivo di 46,6 miliardi di dollari USA e un utile di 2,8 miliardi di dollari. Quell'anno è stata inserita al 207º posto nella lista Fortune 500 delle cinquecento maggiori aziende globali.
Nel 2018 Denso è al 236º posto della classifica redatta da Fortune 500, con un fatturato totale di 46.106 milioni di dollari statunitensi.